# 石和温泉站
石和温泉站（日语：／ Isawa-Onsen */?）位於日本山梨县笛吹市石和町松本，為東日本旅客鐵道（JR東日本）、日本货物铁路（JR貨物）中央本线的鐵路車站。

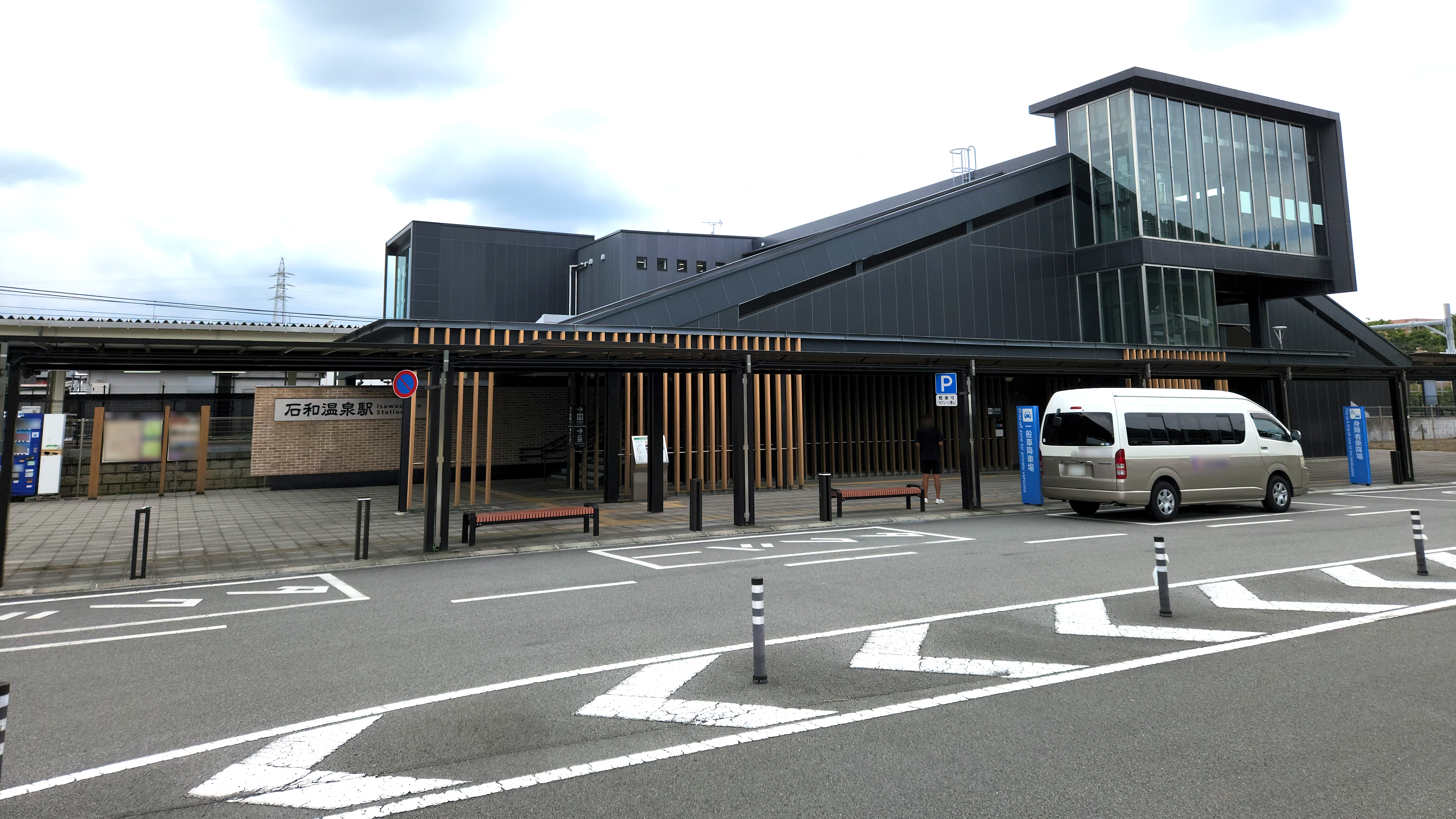
北口（2022年8月）

## 車站結構

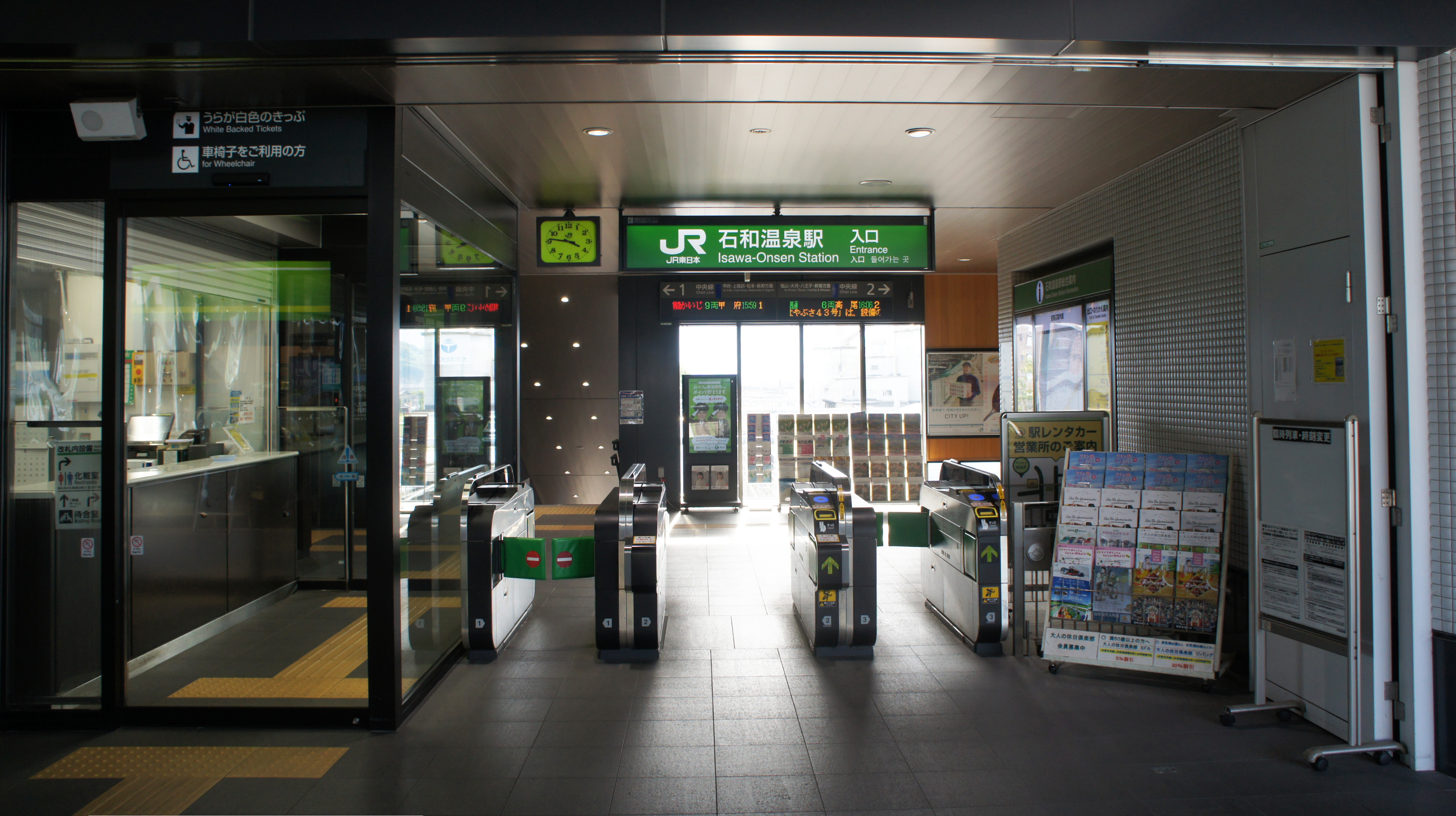
檢票口（2021年5月）

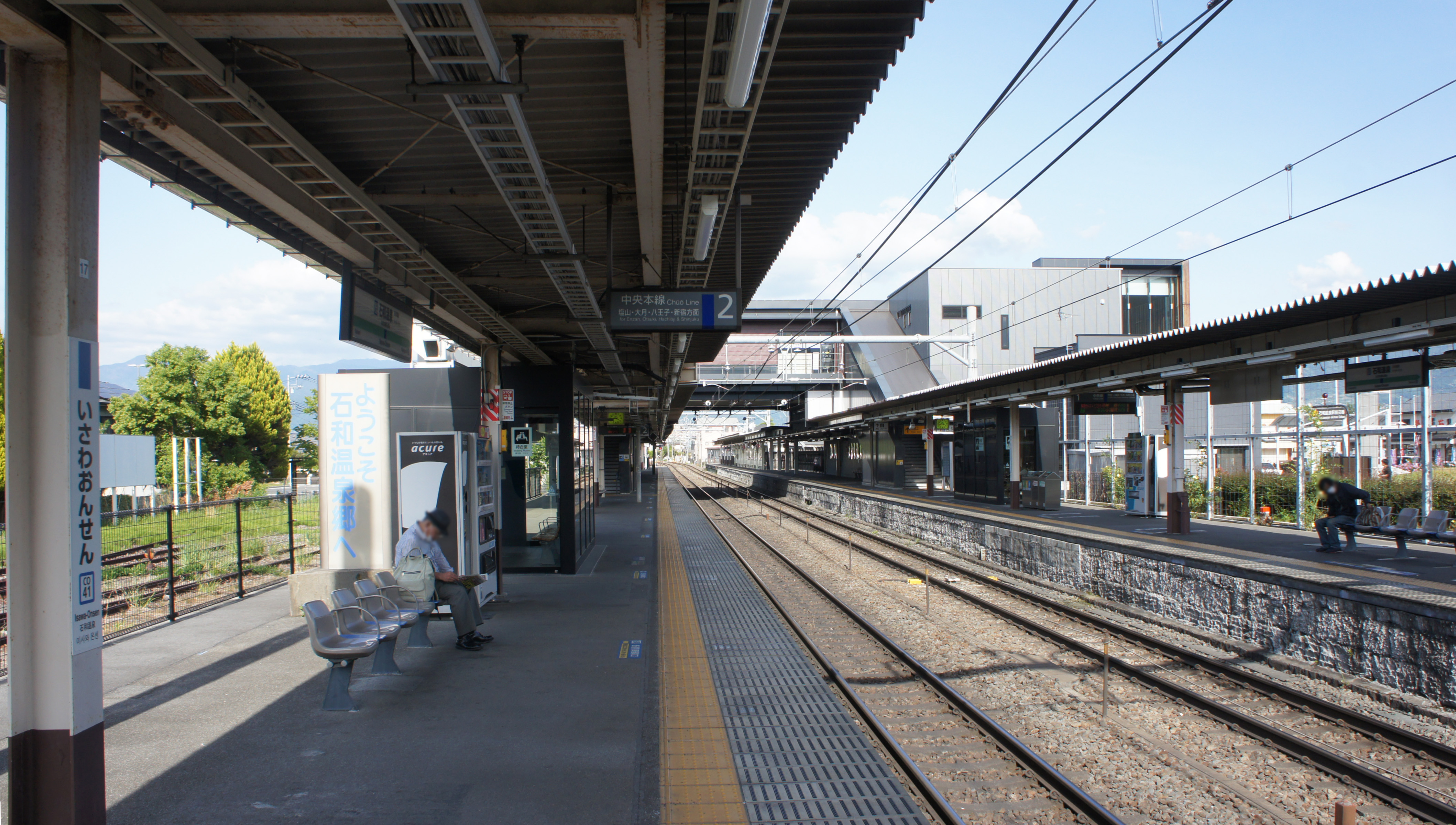
月台（2021年5月）

對向式月台2面2線的地面車站。站舍為以鐵骨建造雙層的跨站式站房，佔地約3,288平方米。

### 月台配置
| 月台 | 路線     | 方向 | 目的地                               |
| ---- | -------- | ---- | ------------------------------------ |
| 1    | 中央本線 | 下行 | 甲府、小淵澤、上諏訪、松本、長野方向 |
| 2    | 中央本線 | 上行 | 鹽山、大月、八王子、新宿、東京方向   |

（來源：JR東日本:車站構內圖 （页面存档备份，存于））

## 使用情況

### JR東日本
2019年度（令和元年度）1日平均上車人次為2,953人。山梨縣內次於甲府站、大月站、上野原站排行第4位。此數值有增加傾向。
近年的推移如下表。
| 上車人次推移       | 上車人次推移     | 上車人次推移 |
| 年度               | 1日平均 上車人次 | 來源         |
| ------------------ | ---------------- | ------------ |
| 2000年（平成12年） | 2,707            | [ 旅客 2 ]   |
| 2001年（平成13年） | 2,685            | [ 旅客 3 ]   |
| 2002年（平成14年） | 2,673            | [ 旅客 4 ]   |
| 2003年（平成15年） | 2,625            | [ 旅客 5 ]   |
| 2004年（平成16年） | 2,586            | [ 旅客 6 ]   |
| 2005年（平成17年） | 2,620            | [ 旅客 7 ]   |
| 2006年（平成18年） | 2,638            | [ 旅客 8 ]   |
| 2007年（平成19年） | 2,628            | [ 旅客 9 ]   |
| 2008年（平成20年） | 2,669            | [ 旅客 10 ]  |
| 2009年（平成21年） | 2,590            | [ 旅客 11 ]  |
| 2010年（平成22年） | 2,588            | [ 旅客 12 ]  |
| 2011年（平成23年） | 2,566            | [ 旅客 13 ]  |
| 2012年（平成24年） | 2,754            | [ 旅客 14 ]  |
| 2013年（平成25年） | 2,798            | [ 旅客 15 ]  |
| 2014年（平成26年） | 2,785            | [ 旅客 16 ]  |
| 2015年（平成27年） | 2,846            | [ 旅客 17 ]  |
| 2016年（平成28年） | 2,931            | [ 旅客 18 ]  |
| 2017年（平成29年） | 2,961            | [ 旅客 19 ]  |
| 2018年（平成30年） | 2,978            | [ 旅客 1 ]   |
| 2019年（令和元年） | 2,953            | [ 旅客 20 ]  |

### JR貨物
- 1998年度（平成10年度）的發送貨物為5,648公噸，到着貨物為53,048公噸。
- 1999年度（平成11年度）的發送貨物為1,280公噸，到着貨物為11,856公噸。
- 以後的貨物處理量皆無。

## 相鄰車站
※特急「梓」「超級梓」「甲斐路」（「甲斐路」以外只限部分停車）的停車站參見列車條目。
東日本旅客鐵道
 中央本線
春日居町（CO 40）－石和溫泉（CO 41）－酒折（CO 42）

#### 來源
1. ↑  . JR東日本. （原始内容存档于2001-05-06）.

### 使用情況
1. 1 2  . 東日本旅客鉄道.   [2019-07-10]. （原始内容存档于2019-07-05）.
2. ↑  . 東日本旅客鉄道.   [2019-04-19]. （原始内容存档于2019-03-28）.
3. ↑  . 東日本旅客鉄道.   [2019-04-19]. （原始内容存档于2019-03-28）.
4. ↑  . 東日本旅客鉄道.   [2019-04-19]. （原始内容存档于2019-03-28）.
5. ↑  . 東日本旅客鉄道.   [2019-04-19]. （原始内容存档于2019-03-28）.
6. ↑  . 東日本旅客鉄道.   [2019-04-19]. （原始内容存档于2019-03-28）.
7. ↑  . 東日本旅客鉄道.   [2019-04-19]. （原始内容存档于2019-03-28）.
8. ↑  . 東日本旅客鉄道.   [2019-04-19]. （原始内容存档于2019-03-28）.
9. ↑  . 東日本旅客鉄道.   [2019-04-19]. （原始内容存档于2019-03-28）.
10. ↑  . 東日本旅客鉄道.   [2019-04-19]. （原始内容存档于2019-03-28）.
11. ↑  . 東日本旅客鉄道.   [2019-04-19]. （原始内容存档于2019-03-28）.
12. ↑  . 東日本旅客鉄道.   [2019-04-19]. （原始内容存档于2019-03-28）.
13. ↑  . 東日本旅客鉄道.   [2019-04-19]. （原始内容存档于2019-03-28）.
14. ↑  . 東日本旅客鉄道.   [2019-04-19]. （原始内容存档于2019-03-22）.
15. ↑  . 東日本旅客鉄道.   [2019-04-19]. （原始内容存档于2016-03-04）.
16. ↑  . 東日本旅客鉄道.   [2019-04-19]. （原始内容存档于2019-03-22）.
17. ↑  . 東日本旅客鉄道.   [2019-04-19]. （原始内容存档于2019-03-22）.
18. ↑  . 東日本旅客鉄道.   [2019-04-19]. （原始内容存档于2019-03-22）.
19. ↑  . 東日本旅客鉄道.   [2019-04-19]. （原始内容存档于2019-03-22）.
20. ↑  . 東日本旅客鉄道.   [2020-07-10]. （原始内容存档于2020-07-10）.

## 外部連結
- 車站資訊（石和溫泉）：東日本旅客鐵道